# Битва на річці Медуей
Битва на річці Медуей – битва між римською армією під командуванням Авла Плавція та британськими племенами на чолі з Тогодумном і Каратаком, що відбулася у 43 році від Р.Х. на території племені Кантіїв, нині графство Кент, Англія. Одна з ранніх битв римського завоювання Британії за часів Клавдія.

## Передумови
Після смерті Гая Калігули в 41 році до влади приходить його дядько Клавдій, що ніколи раніше не розглядався як можливий наступник будь-якого імператора. Його положення на троні було нестійким, а однією з причин була відсутність військового престижу.

Клавдій, відійшовши від принципів зовнішньої політики своїх попередників, вирішив, що переможна війна здатна зміцнити його досі хитке становище. До того ж, за словами Светонія, він шукав «почесного приводу для справжнього тріумфу». Ці мотиви дозволили імператору обрати Британію як ціль захоплення.

Як відомо з описів Страбона, Британія мала те, що можна взяти, а контроль над нею давав контроль над протокою і торговими шляхами.

Приводом для організації військової кампанії, що полягала у перетворенні Британії на римську провінцію, стало вигнання короля атребатів Веріки, що переконав Клавдія послати туди війська .

Очолив вторгнення до Британії в 43 році Авл Плавцій, якому Клавдій доручив вище командування, ймовірно, не лише через вдячність за минулорічну вірність, але й через встановлені родинні зв’язки з імператорською сім’єю . Сили вторгнення складалися з 4 легіонів, одним з яких командував майбутній імператор Веспасіан, кавалерії та близько 20 000 допоміжних військ.

Основні сили вторгнення переправилися в три дивізії, як зазначає Діон Кассій. Місцем відправлення вважається Булонь, а місцем висадки – Рутупія (суч. Річборо, Кент).

Британські племена під командуванням Тогодумна і його брата Каратака об’єдналися для боротьби з римлянами майже в останній момент, дізнавшись про висадку. Після поразки у двох початкових сутичках у східному Кенті, вони були вимушені зібратися на берегах західнішої річки, аби протистояти загарбникам, підготувавши свою головну оборонну позицію. Діон Кассій не називає цю річку, але, оскільки, як здається, немає іншої можливої військової альтернативи, історики схильні припускати, що події відбуваються вздовж західного берега річки Медуей.

## Битва
Римська армія просувалася до річки Медуей лісистою місцевістю, що робило захист необхідним. Ауксилії мали йти попереду основних сил як авангард для розвідки. Функціями авангарду були розчищення малих груп ворога спереду та з боків, а також попередження про його великі укріплення або сили. Ймовірно, що невелика кількість бритів переслідувала римську армію з метою затримати, аби розкинутися вздовж західного берега та скоординуватись .

Річка була надто широкою та припливною для битви, однак Плавцій розвідував ці землі та знав про найкращі види на долину Медуей. Його легіони, скоріш за все, розташовувалися так: IX Легіон був найближче до Темзи, оскільки він мав досвід роботи з римським флотом; XIV Легіон був на південь від IX Легіону, у правому центрі, з батавами на випадок, якщо вони знадобляться для переправи через річку. Батави були ауксиліями у складі римських військ, їх навчили перепливати річки в повному спорядженні; II Легіон був одним із двох легіонів ліворуч від лінії, ініціював успішну переправу через Медуей угору за течією; XX Легіон прикриває лівий фланг римської армії .

Битва розпочалася з того, що батави використали свої навички перепливання річок. Вони напали на тил ворога і поранили коней, що тягнули колісниці. Візничі перетворилися на піхоту. Плавцій відправив II Легіон на чолі з Веспасіаном, щоб спробувати здійснити переправу через річку . Після того, як це вдалося, II Легіон здійснив атаку на північ. XIV легіон під командуванням Гнея Гозідія Гети, ймовірно, переправився через річку Медуей на світанку другого дня і пройшов через позицію Веспасіана, щоб атакувати північний напрямок. Це призвело безпосередньо до поразки бритів. 

## Наслідки
Після битви на річці Медуей брити відступили до Темзи. Римляни намагалися їх переслідувати, однак ці спроби виявилися безуспішними, аж поки батави знов не переплили річку, а інші загони не використали міст.
Невдовзі загинув Тогодумн. Плавцій, викликавши Клавдія, зосередився на утриманні вже захоплених територій. Клавдій же, прибувши, узяв на себе командування легіонами, розбив бритів і взяв місто Камулодун. 

Підкоривши племена та давши Плавцію завдання підкорити інші, Клавдій повернувся до Риму, де сенат прозвав його Британніком і надав право відсвяткувати тріумф. Крім цього, сенатори вирішили спорудити тріумфальні арки. Гней Гозідій Гета був нагороджений тріумфальними прикрасами за «блискучу перемогу», хоча ще не був консулом.

Каратаку вдалося втекти зі своєю родиною, слугами та скарбами. Далі він продовжуватиме опір римлянам на заході, аж поки не потрапить у полон .

Веріка, хоч до цього часу був би вже досить літнім, був, можливо відновлений як король атребатів . 